# Автомагистраль капитана Кука
Автомагистраль Капитана Кука — короткая автомагистраль Квинсленда, которая начинается в Кэрнсе и заканчивается в Моссмане, где соединяется с Моссман-Дейнтри-роуд, которая продолжается до Дейнтри.
Шоссе Капитана Кука используется многими туристами для поездки в Порт-Дуглас к северу от Кэрнса. Помимо того, что Автомагистраль Капитана Кука является важным связующим звеном между двумя туристическими зонами, она представляет собой живописное шоссе, которое проходит вдоль побережья тропического леса, по направлению к Порт-Дугласу и национальному парку Дейнтри.

## Описание
Шоссе начинается в северной части шоссе А1 Брюс в Кэрнсе. Оно проходит на север через Кернс до пригорода Смитфилд по национальному маршруту 1, пересекая южное и северное русло реки Бэррон. Оттуда оно продолжается по государственному маршруту 44 через прибрежные пригороды Кьюарра-Бич и Палм Коув, а затем следует вдоль побережья почти до Порт Дугласа. Затем оно идет на северо-запад к Моссману, где и заканчивается.

## Основные перекрестки
| LGA    | Расположение                                   | Направления | Заметки                                                       |
| ------ | ---------------------------------------------- | --- | ------------------------------------------------------------- |
| Кэрнс  | Кэрнс                                          | Автомагистраль Брюса (Флоренс-стрит) (Квинслендское шоссе A1) — юго-запад — Уори (Woree) / Шеридан-стрит — юго-восток — Кернс/ Флоренс-стрит — северо-восток — набережная Кернса | Южный конец автомагистрали Капитана Кука                      |
| Кэрнс  | Смитфильд                                      | Дорога Бринсмид Камерунга (англ. Brinsmead Kamerunga) — юг — Камерунга (англ. Kamerunga)                                                                                         |                                                               |
| Кэрнс  | Смитфильд                                      | Кенеди-хайвей (Kennedy Highway) — запад — Куранда (Kuranda) |                                                               |
| Дуглас | Порт Дуглас                                    | Порт Дуглас Роуд — северо-восток — Порт Дуглас |                                                               |
| Дуглас | Бонни Дун / Шеннонвейл / Кассоварский трипоинт | Моссман Маунт Моллой Роуд — юг — Маунт Моллой | Шоссе Капитана Кука продолжается на запад без номера маршрута |
| Дуглас | Моссман                                        | Милл-стрит — восток — Моссман/ Моссман Дейнтри Роуд — северо-запад — Дейнтри / Джанкшен Роуд — северо-восток — Бонни Доон                                                        | Северный конец автомагистрали Капитана Кука                   |

## Галерея

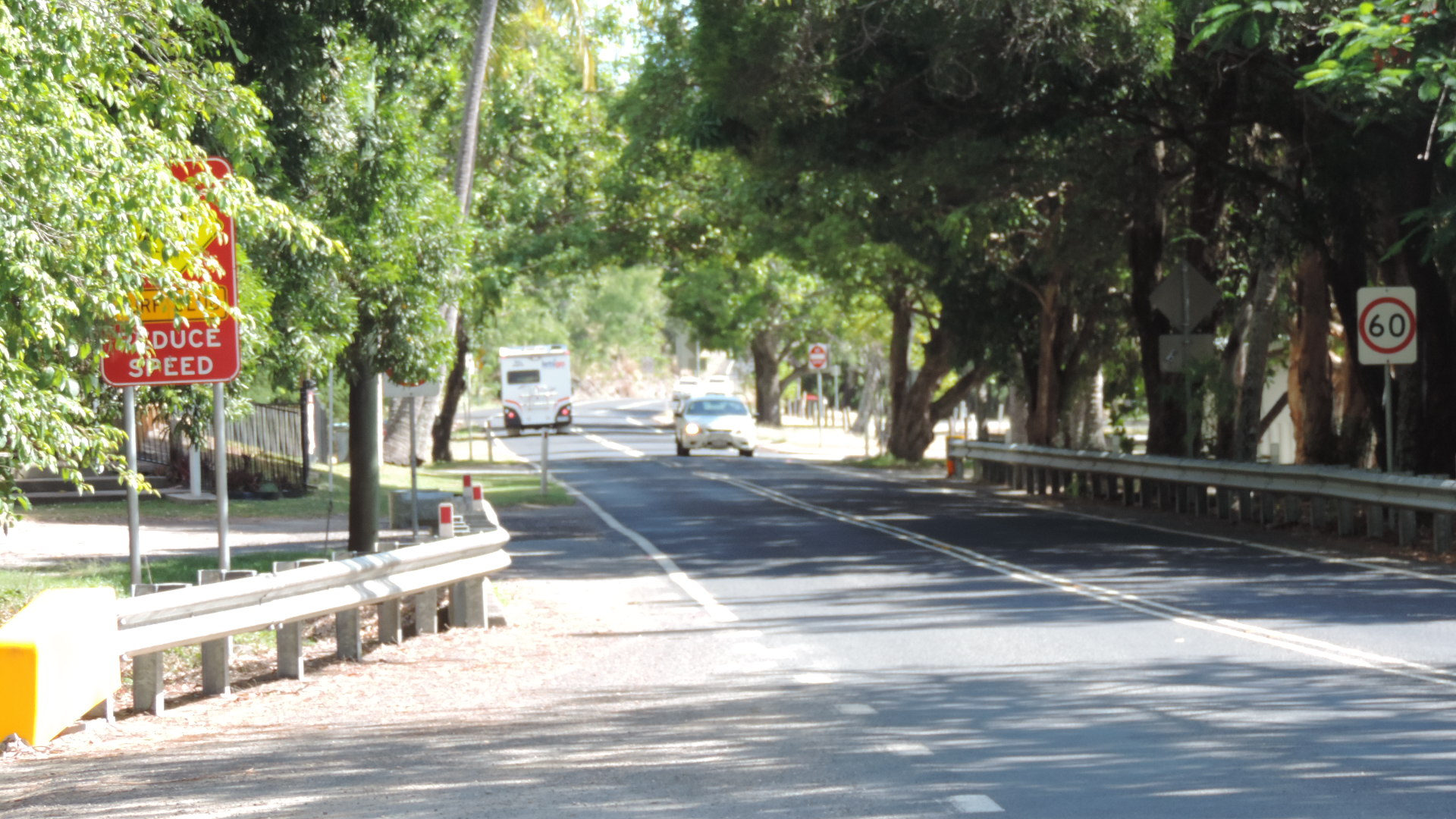
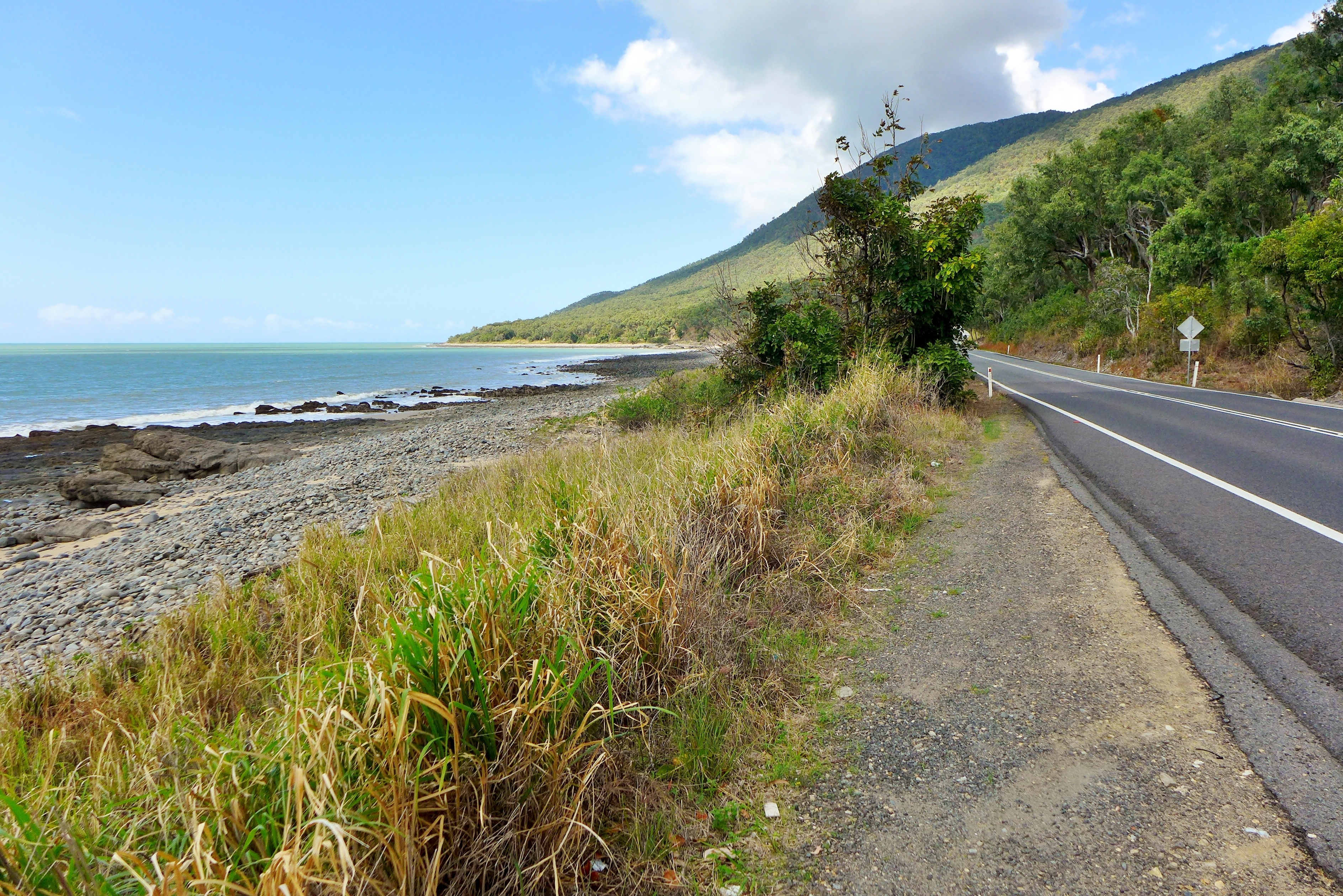
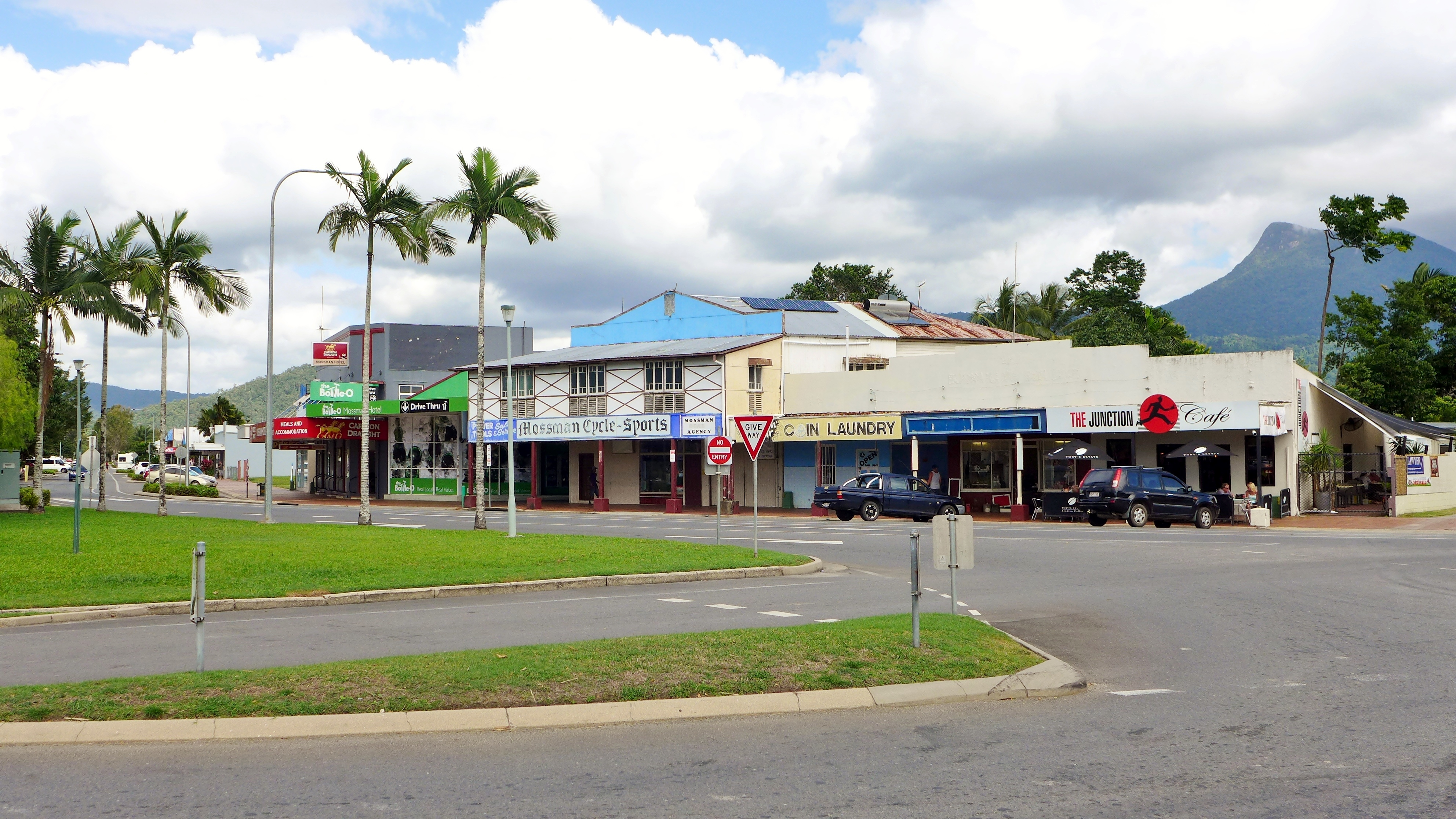
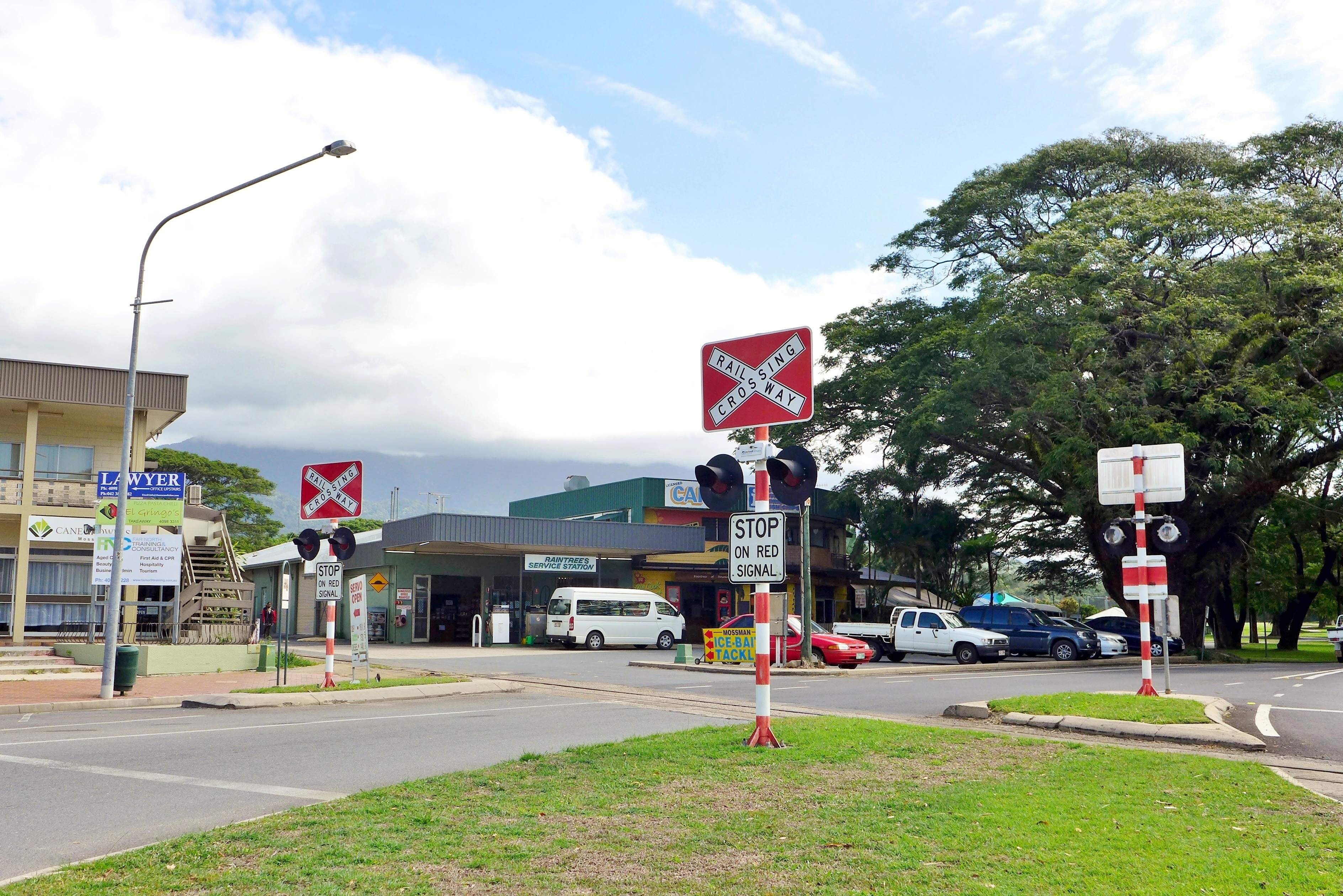